# هوبرت موئشت
هوبرت موئشت (آلمانی: Hubert Moest؛ ۳ دسامبر ۱۸۷۷ – ۵ دسامبر ۱۹۵۳) یک هنرپیشه، کارگردان، فیلم‌نامه‌نویس، و تهیه‌کننده اهل آلمان بود.